# 畢瑜
畢瑜（？—？），江西貴溪縣人，明朝政治人物。

## 生平
成化二年（1466年），登丙戌科進士，授工部郎中，負責修建橋樑，在落成之時，生長子，故起名畢濟川。畢濟川后亦登進士，子畢濟時、孫畢三才亦為進士。